# اچ‌ام‌اس ال۱۸
اچ‌ام‌اس ال۱۸ (به انگلیسی: HMS L18) یک زیردریایی بود که طول آن ۲۲۸ فوت (۶۹ متر) بود. این زیردریایی در سال ۱۹۱۸ ساخته شد.